# 坎佩切州自治區

坎佩切州在墨西哥的位置

坎佩切自治區（西班牙語：Estado Libre y Soberano de Campeche）是墨西哥東南部的一個自治區，位於猶加敦半島西部。根據2020年墨西哥人口普查，坎佩切州人口為928,363人，在全國各州中排名第30位；土地面積57,693.59平方公里，為全國第17大州份。首府為坎佩切市。

## 行政區劃
根據墨西哥《1917年憲法》第115條規定，坎佩切州下轄的自治區（municipios）享有高度行政自治權。每個自治市由民選的市長（presidente municipal）領導，任期三年，並設有市議會（ayuntamiento）負責地方治理。
截至2021年，坎佩切州共劃分為13個自治區，其中：
- 人口最多：坎佩切州自治區（294,077人）
- 人口最少：帕利薩達自治區（8,683人）
- 面積最大：卡拉科穆爾自治區（14,031.51平方公里）
- 面積最小：特納沃自治區（1,061.63平方公里）

## 主要自治市

坎佩切州人口最多的三個自治市
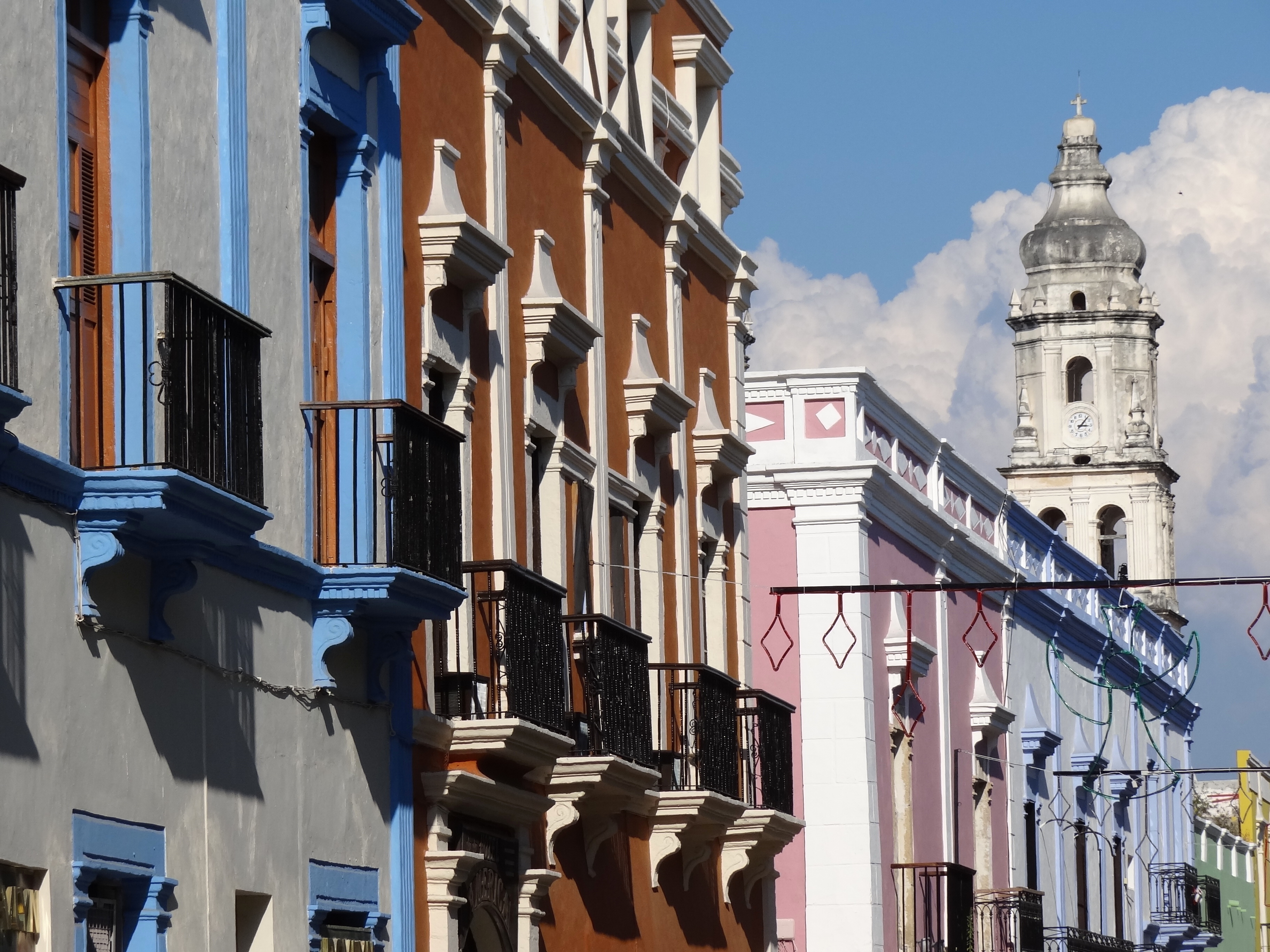
坎佩切州自治區（首府）
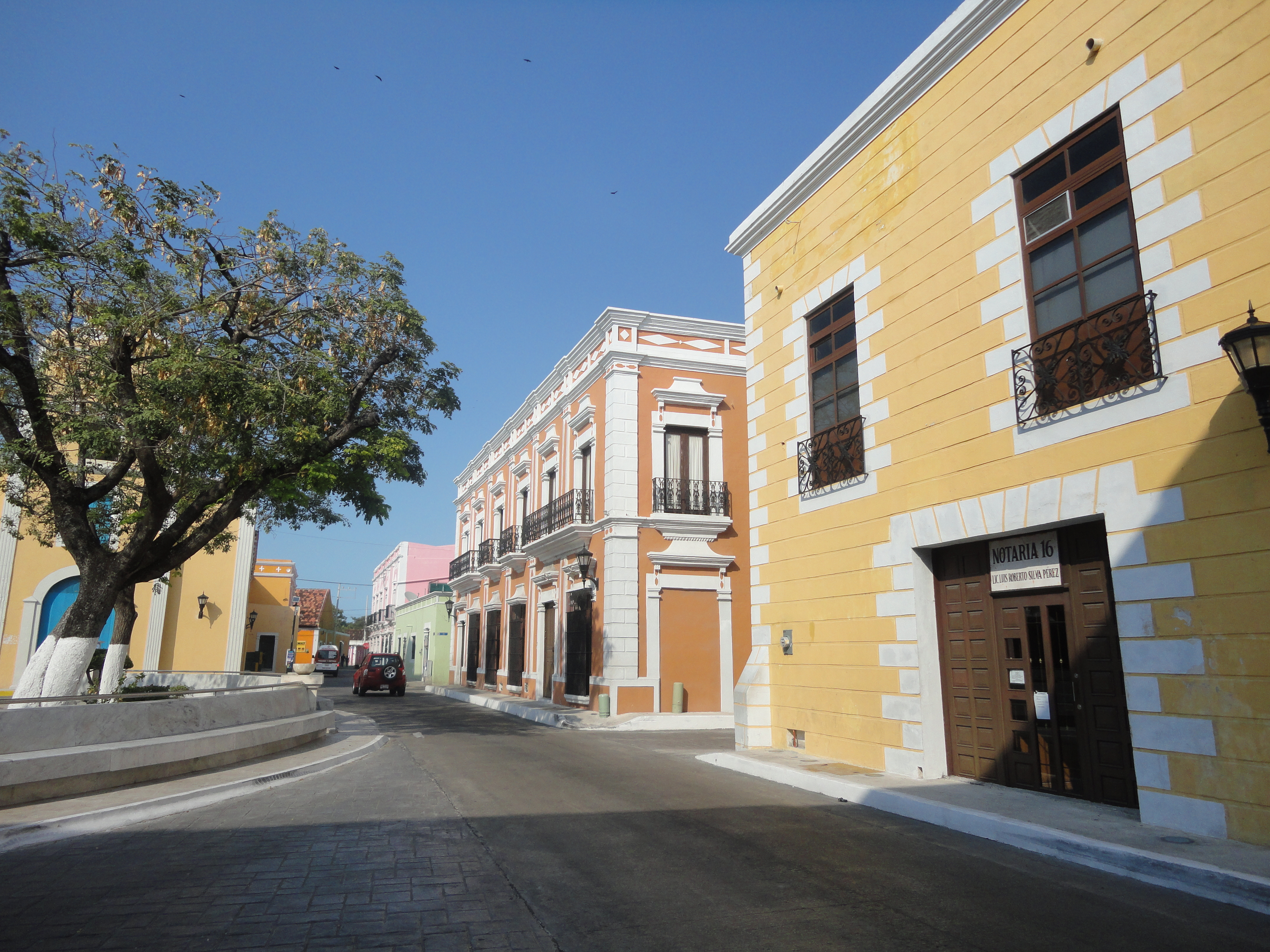
卡門自治區（第二大城）
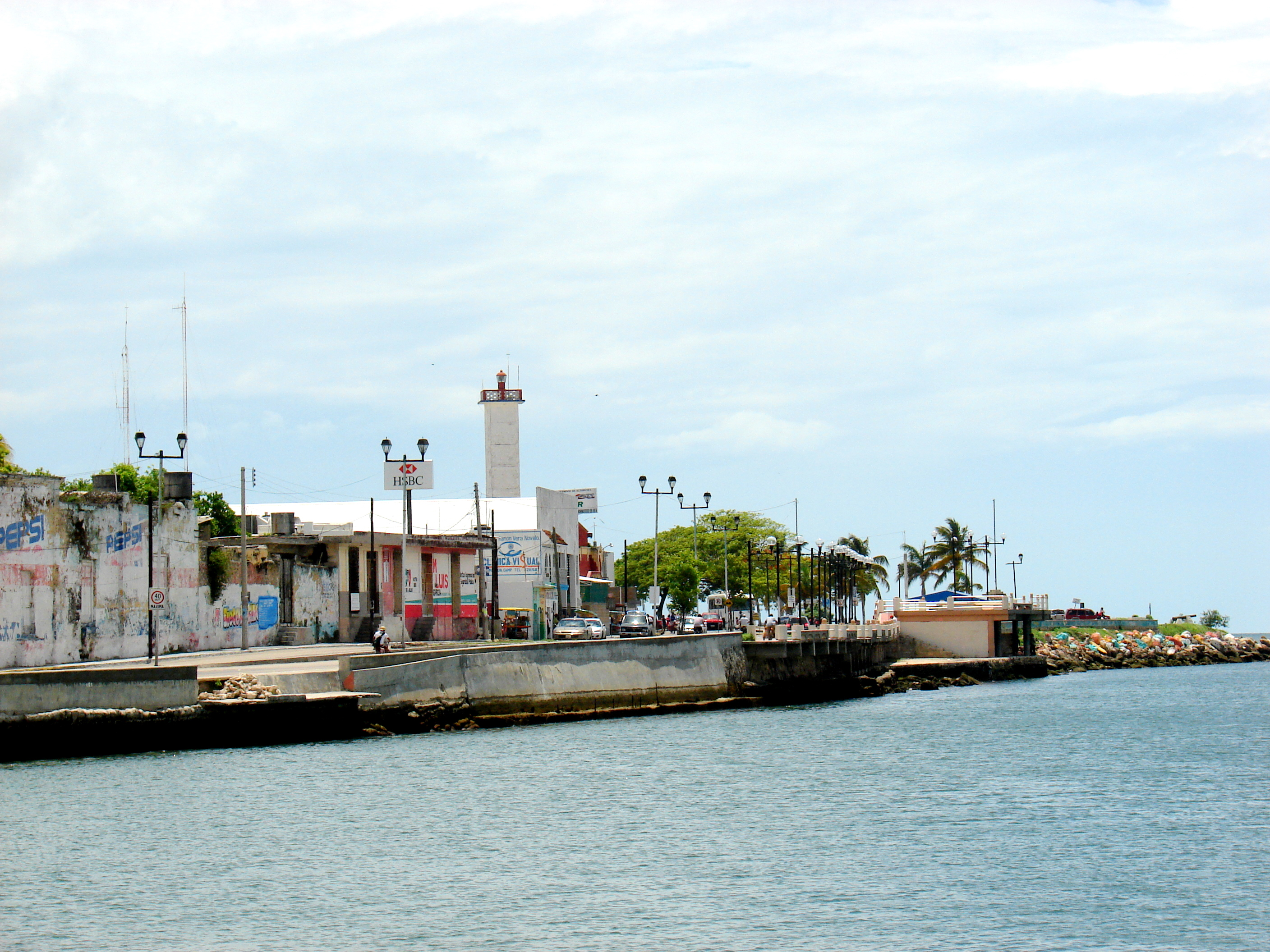
昌波通自治區（第三大城）

## 自治市列表
| 自治市名稱         | 行政中心     | 2020年人口 | 面積（km²） | 設立年份 |
| ------------------ | ------------ | ---------- | ----------- | -------- |
| 卡拉科穆爾自治區   | 克斯普吉爾   | 31,714     | 14,031.51   | 1996     |
| 卡爾基尼自治區     | 卡爾基尼     | 59,232     | 2,108.70    | 1862     |
| 坎佩切州自治區†    | 坎佩切市     | 294,077    | 3,253.63    | 1825     |
| 坎德拉里亞自治區   | 坎德拉里亞   | 46,913     | 5,687.63    | 1998     |
| 卡門自治區         | 卡門城       | 248,845    | 8,644.17    | 1825     |
| 昌波通自治區       | 昌波通       | 78,170     | 6,589.70    | 1840     |
| 埃斯卡爾塞加自治區 | 埃斯卡爾塞加 | 59,923     | 4,798.22    | 1990     |
| 埃克爾查坎自治區   | 埃克爾查坎   | 31,917     | 1,278.67    | 1825     |
| 霍佩爾臣自治區     | 霍佩爾臣     | 42,140     | 7,803.22    | 1837     |
| 帕利薩達自治區     | 帕利薩達     | 8,683      | 2,149.95    | 1862     |
| 塞巴普拉亞自治區   | 塞巴普拉亞   | 15,297     | 289.80      | 2021     |
| 特納沃自治區       | 特納沃       | 11,452     | 1,061.63    | 1862     |
| 齊特巴爾切自治區   | 齊特巴爾切   | -          | -           | 2021     |

## 自治權限
各自治區擁有以下自治權限：
- 提供基礎公共服務（供水、排水等）
- 管理公共照明與安全
- 維護公共空間與墓地
- 徵收地方稅與使用費
- 協助州與聯邦政府實施教育、醫療等政策[5]